# Chromothericles decoloratus
Chromothericles decoloratus är en insektsart som beskrevs av Marius Descamps 1977. Chromothericles decoloratus ingår i släktet Chromothericles och familjen Thericleidae. Inga underarter finns listade i Catalogue of Life.